# Калегінська сільська рада
Кале́гінська сільська рада (рос. Большекачаковский сельский совет) — муніципальне утворення у складі Калтасинського району Башкортостану, Росія. Адміністративний центр — присілок Калегіно.

## Населення
Населення — 743 особи (2019, 906 в 2010, 1010 в 2002).

## Склад
До складу поселення входять такі населені пункти:
| Населений пункт     | Населення, осіб (2002) | Населення, осіб (2010) |
| ------------------- | ---------------------- | ---------------------- |
| Акінеєво, присілок  | 80                     | 68                     |
| Калегіно, присілок  | 330                    | 311                    |
| Кояново, присілок   | 226                    | 184                    |
| Кушня, присілок     | 135                    | 115                    |
| Норкино, присілок   | 118                    | 115                    |
| Чилібеєво, присілок | 121                    | 113                    |